# Fehértorkú lármáskuvik
A fehértorkú lármáskuvik (Megascops albogularis) a madarak (Aves) osztályának bagolyalakúak (Strigiformes) rendjéhez, ezen belül a bagolyfélék (Strigidae) családjához tartozó faj.

## Rendszerezése
A fajt John Cassin amerikai ornitológus írta le le 1850-ben, a Syrnium nembe Syrnium albogularis néven. Sorolták az Otus nembe Otus albogularis néven is.

## Alfajai
- Megascops albogularis obscurus - Sierra de Perijá hegység (északnyugat-Venezuela)
- Megascops albogularis meridensis - nyugat-Venezuela
- Megascops albogularis macabrus - az Andok nyugati és középső része Kolumbiától Peru északi részéig
- Megascops albogularis albogularis - az Andok keleti része Kolumbia és észak-Ecuador területén
- Megascops albogularis remotus - Peru és közép-Bolívia [2]

## Előfordulása
Az Andokban, Bolívia, Ecuador, Kolumbia, Peru és Venezuela területén honos. Természetes élőhelyei a szubtrópusi és trópusi hegyi esőerdők és cserjések. Magaslati vonuló.

## Megjelenése
Testhossza 25 centiméter.

## Természetvédelmi helyzete
Az elterjedési területe nagyon nagy, egyedszáma pedig stabil. A Természetvédelmi Világszövetség Vörös listáján nem fenyegetett fajként szerepel.